# Kowale Pańskie
Kowale Pańskie (phát âm [kɔˈvalɛ ˈpaj̃skʲɛ]) là một ngôi làng ở khu hành chính của Gmina Kawęczyn, Turecki, Wielkopolskie, ở phía tây trung bộ Ba Lan. Nó nằm cách khoảng 4 kilômét (2 mi) về phía bắc Kawęczyn, 10 km (6 mi)về phía nam Turek và 122 km (76 mi) về phía đông nam của thủ phủ Poznań.
Ngôi làng có dân số là 190 người.

## Lịch sử
Làng Kowale đã tồn tại từ thế kỷ 13. Được Đức Tổng Giám mục Jakub winka mua vào khoảng năm 1280, nó vẫn là tài sản của Tổng giáo phận Gniezno cho đến thế kỷ 18. Cái tên Kowale xuất hiện vào thế kỷ 17, liên quan đến một cộng đồng thợ rèn (kowale ở Ba Lan) phục vụ thị trường địa phương. Nhà thờ được thành lập bởi Antoni Czarnecki và được xây dựng vào năm 1847. Giáo xứ của nhà thờ bao gồm 12 ngôi làng. Vào giữa thế kỷ 19, trong thời kỳ phân vùng của Ba Lan, dân số của Kowale Pańskie (và Wola Kowalska liền kề) chỉ có 323 người, một nửa trong số họ sống và làm việc xung quanh trang viên lịch sử địa phương (được xây dựng vào năm 1750), thuộc sở hữu của nhà công nghiệp Robert Schultz - người sở hữu một nhà máy chạy bằng hơi nước. Kowale Pańskie bao gồm 30 trang trại. Người dân chủ yếu là người Ba Lan, với một số gia đình người Đức và thậm chí chỉ có ít gia đình người Do Thái. Sau khi Ba Lan trở lại độc lập, Kowale trở thành khu vực hành chính quận (gmina) vào năm 1928, bao gồm 59 khu định cư. Trạm cứu hỏa tình nguyện, một khu trường học (1933), và một ngân hàng cộng đồng (Gminna Kasa Pożyczkowo-Oszczędnościowa) được xây dựng.

### Chiến tranh thế giới thứ hai và Holocaust
Trong cuộc xâm lược Ba Lan của Đức khi bắt đầu Thế chiến II, Kowale trở thành một phần của Turek Kreis trên lãnh thổ Reichsgau Wartheland, bị sáp nhập trực tiếp vào Đức Quốc xã. Quận Kowale được chọn làm địa điểm của một khu tập trung Do Thái quá cảnh cho người Do Thái Ba Lan từ toàn bộ khu vực trải dài 16 khu định cư bao gồm Turek. Khu tập trung Do Thái - tập trung quanh Czachulec - được biết đến trong tiếng Đức là Heidemühle liên quan đến một cối xay gió cũ ở đó; tất cả các gia đình Ba Lan đã bị trục xuất khỏi khu vực với những người Ba Lan trẻ hơn được đưa đến Đức để lao động nô lệ. Đức quốc xã đã ra lệnh thành lập một hội đồng Judenrat duy nhất cho tất cả các cộng đồng Do Thái. Khu tập trung Do Thái giam giữ 3.700 người Do Thái; lên đến 18 gia đình trên mỗi trang trại.
Vào tháng 10 năm 1941, SS-Sturmbannführer Herbert Lange đã chọn Chełmno gần đó làm địa điểm của trại hủy diệt đầu tiên. Các xe hơi ngạt được sản xuất tại Berlin, một vài chiếc đã được giao trong tháng Mười một. Vào ngày 8 tháng 11 năm 1941, tất cả những người Do Thái từ khu tập trung Kowale Pańskie đã bị dồn vào làng Bielawki để lọc. Khoảng 1.100 người đã bị tuyên bố là "không có khả năng làm việc" và vào ngày 13 đến 14 tháng 11 đã được chuyển đến trại tử thần ở Chełmno. Những người đàn ông trẻ và khỏe hơn ở Kowale đã bị trục xuất đến lao động cưỡng bức gần Poznań vào đầu năm 1942, sau đó là một nhóm phụ nữ Do Thái. Cuộc thanh trừng cuối cùng của khu tập trung Do Thái diễn ra vào ngày 20 tháng 7 năm 1942, khi những người Do Thái còn lại được gửi đến Chełmno, nhưng cũng bị sát hại bên ngoài làng, cùng với các bệnh nhân bệnh viện Do Thái và 12 cảnh sát Do Thái. Cư dân của Babiak, Dąbie, Dęby Szlacheckie, Grodziec, Izbica Kujawska, Kłodawa, Koło, Nowiny Brdowskie và Sompolno đã bị trục xuất đến Chełmno trước tháng 3 năm 1943.